# Teulat
Teulat (okzitanisch Taulat) ist eine französische Gemeinde mit 483 Einwohnern (Stand 1. Januar 2022) im Département Tarn in der Region Okzitanien (vor 2016 Midi-Pyrénées). Die Gemeinde gehört zum Arrondissement Castres und zum Kanton Lavaur Cocagne (bis 2015 Lavaur). Die Einwohner werden Teulatois genannt.

## Geographie
Teulat liegt etwa 22 Kilometer ostnordöstlich von Toulouse und etwa 45 Kilometer westnordwestlich von Castres. Nachbargemeinden von Teulat sind Verfeil im Norden und Westen, Belcastel im Osten und Nordosten, Montcabrier im Osten und Südosten sowie Bourg-Saint-Bernard im Süden.

## Bevölkerung
| Jahr                      | 1962 | 1968 | 1975 | 1982 | 1990 | 1999 | 2006 | 2013 |
| Einwohner                 | 235  | 233  | 222  | 239  | 298  | 399  | 437  | 488  |
| Quelle: Cassini und INSEE |      |      |      |      |      |      |      |      |

## Sehenswürdigkeiten

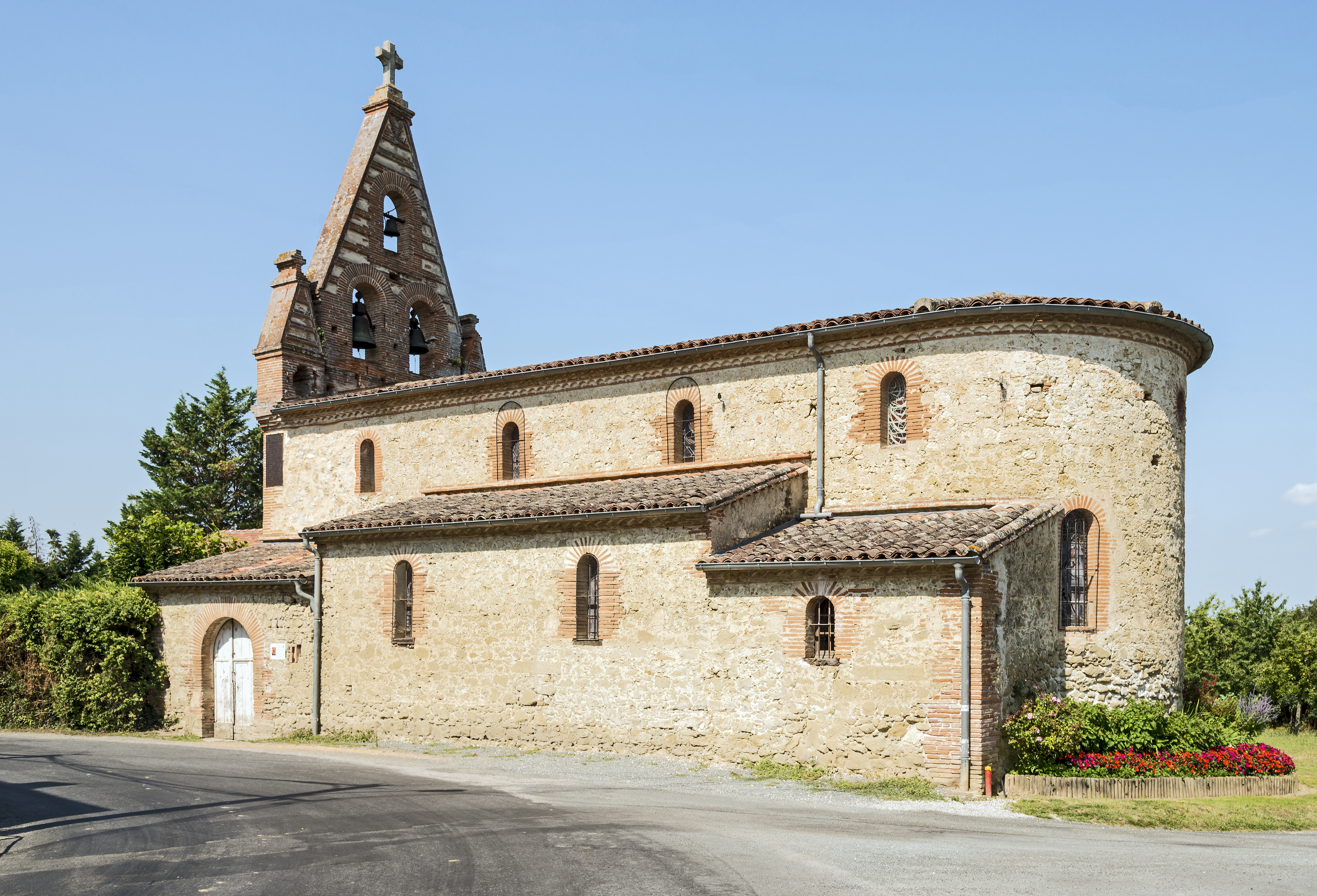
Kapelle Saint-Martin

- Kapelle Saint-Martin